# Silvia Corzo
Silvia Milena Corzo Pinto és una advocada, periodista i presentadora de notícies colombiana.
Filla d'Irene Pinto i Mario Corzo, va néixer a Bucaramanga el 30 d'octubre de 1973. Al culminar la seva educació bàsica, va fer estudis de Dret en la Universitat Autònoma d'aquesta ciutat.
En 1995, mentre cursava l'últim semestre, la seva família la va inscriure al concurs de bellesa Señorita Santander, on va assolir el tercer lloc. Ella considera que, en cas d'haver guanyat, no hauria acabat la seva carrera, sinó que s'hauria convertit en model, actriu o mestressa.
Manifesta que sempre li han agradat els mitjans de comunicació i que, si bé ha exercit el dret, va preferir fer-lo en la branca dels drets humans, car no es considera bona per a litigar.
Després de culminar els seus estudis universitaris, va presentar un programa sobre drets humans en l'estació de ràdio de la Universitat Industrial de Santander, mentre treballava en l'oficina de la Defensoría del Poble en Bucaramanga. En 1997, li van oferir presentar un programa televisiu de temàtica similar en el recién sorgit canal regional TRO.
Després de contreure matrimoni, es va traslladar a Cali, on va treballar en la Contraloría d'aquesta ciutat, verificant l'estat de les obres públiques realitzades allí. Al mateix temps, els caps de setmana presentava el Noticiero del Pacífico, del canal regional Telepacífico.
Un nou trasllat del seu espòs la va dur a Bogotà, on exerceix com presentadora de Caracol Noticias des del 16 de desembre de 2002. A més de presentar l'informatiu, s'encarrega de la secció de salut, anteriorment conduïda per Claudia Palacios, avui en CNN en Español.
En 2004 va estar entre les nominades al Premio INTE, que es lliura a Miami, com personalitat femenina de notícies de l'any, per les seves "calidesa i serietat", i en 2005 va rebre el Premio Canal Caracol a la millor presentadora de notícies.
Silvia Corzo és divorciada i viu amb el seu fill Pablo a Bogotà.